# Alexandru Slusari
Alexandru Slusari (n. 11 iulie 1974, mun. Chișinău, Republica Moldova) este un om politic moldovean, fondator și vicepreședinte (din decembrie 2015) al Partidului Politic „Platforma Demnitate și Adevăr” (PPDA).

## Biografie
Alexandru Slusari s-a născut pe 11 iulie 1974 în mun. Chișinău, RSSM, URSS. Etnic rus. Este căsătorit și are 1 copil. Vorbește în română și rusă.

### Formare profesională
- 1991–1996 – Universitatea de Stat din Moldova, Facultate de Istorie
- 1994–2000 – Universitatea de Stat din Moldova, Facultate de Drept

### Experiență profesională
- 1994–1996 – Ziarele “Chisinau echo” și “Kishinevski obozrevateli”, reporter parlamentar
- martie 1996–octombrie 1996 – Centru de Reforme în domeniul afacerilor, proiectul pilot de privatizare și restructurare a fermei colective ”Maiac”, Nisporeni, consultant în relații cu publicul
- noiembrie 1996–decembrie 2000 – Centru de Reforme în domeniul afacerilor, proiectul pilot 72 și Programul Național Pământ, jurist
- ianuarie 2001–2005 – Programul de asistență pentru Fermieri, jurist
- 2005–2010 – Asociația Republicană a Producătorilor Agricoli “UniAgroProtect”, vicepreședinte
- 2006–2019 – Întreprinderea individuală “Alexandru Slusari”, fondator și administrator
- 2010–2017 – Asociația Republicană a Producătorilor Agricoli “UniAgroProtect”, președinte
- 2013–2019 – Agent de Asigurări “Rural - Asig”, fondator și administrator
- Din anul 2019 – Parlamentul Republicii Moldova, deputat, vicepreședinte

### Activitatea politică
Între 2013 și 2015, a fost vicepreședinte al Partidului Forța Poporului (predecesor al Platformei Demnitate și Adevăr).
La alegerile parlamentare din 2014 a participat cu numărul doi pe listele acestui partid.
La alegerile parlamentare din 2019 a participat din partea Blocului ACUM pe circumscripția uninominală nr. 28, mun. Chișinău.
În noul legislativ a ocupat una din cele patru poziții de vicepreședinte și a condus lucrările Comisiei de anchetă pentru elucidarea tuturor circumstanțelor devalizării sistemului bancar din Republica Moldova și investigării fraudei bancare.